# Trikotová vazba tkanin

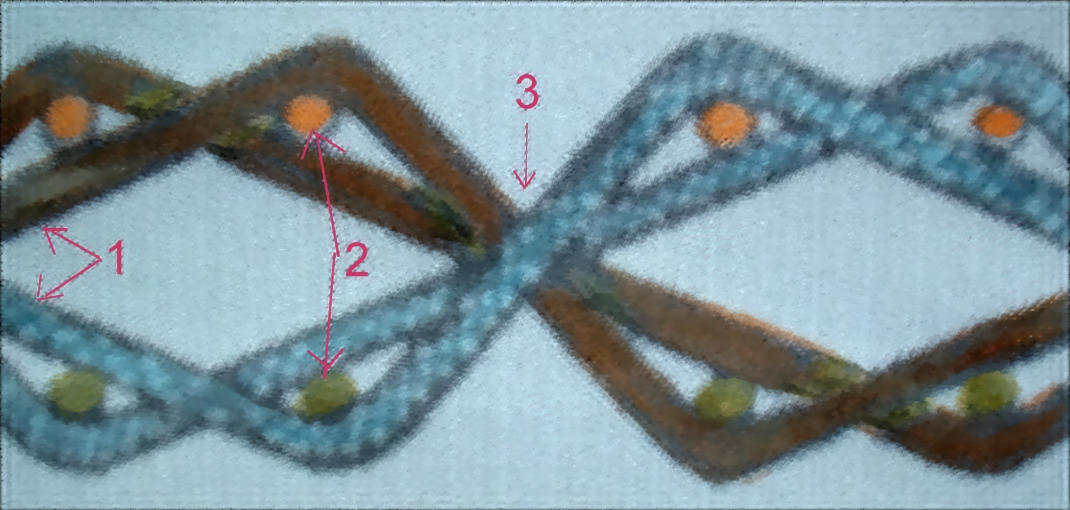
Průřez tkaninou v trikotové vazbě

Trikotová vazba je zvláštní způsob provázání několika systémů nití v dutinné tkanině.  Ve tkanině se nejčastěji provazuje dvojitá osnova se systémem dvou útků. Na principu perlinkové vazby se při tkaní nekryjí vazné body a tak na tkanině vzniká charakteristické vroubkování (resp. drážky).
Na nákresu vpravo je schematicky znázorněn průřez tkaninou s osnovními nitěmi (1), útky (2) a drážkou (3), která vzniká účinkem trikotové vazby. 
Podle směru vroubkování se zpravidla rozeznává
- podlouhlý trikot – se svislým vroubkováním (provázání s pomocnou osnovou)
- příčný t. – s vodorovným v. (provázání s pomocným útkem)
- diagonální t. – se šikmým v. (přerušovaná keprová vazba)

Trikotové tkaniny se zhotovují převážně z česané vlny nebo ze směsi s vlnou.
Obzvlášť podlouhlý a příčný trikot se podobají vzhledem a pružností osnovní pletenině. Používají se na pláště nebo kostýmy a z počesaného trikotu se vyrábí jeden z druhů lodenu. 
K diagonálním trikotům patří zejména trikotýn 